# Evaniodes marshi
Evaniodes marshi är en stekelart som beskrevs av Barbalho och Penteado-dias 1998. Evaniodes marshi ingår i släktet Evaniodes och familjen bracksteklar. Inga underarter finns listade i Catalogue of Life.